# The Blind Man of Seville
Em O Cego de Sevilha, romance da autoria de Robert Wilson, um empresário de renome é encontrado atado, amordaçado e morto em frente da sua televisão. As feridas auto-infligidas deixam perceber a luta que este travou para evitar o horror das imagens que foi forçado a ver. Por sua vez, o detective de homicídios Javier Falcón, quando confrontado com esta macabra cena, sente um medo inexplicável: «O que é que podia ser tão terrível?». A investigação da vida turbulenta da vítima arrasta Falcón através do seu passado e dos misteriosos diários do seu falecido pai, um artista mundialmente conhecido. E ele compreende que este caso não se trata apenas da caça ao assassino que tudo vê e que conhece as vidas secretas das suas vítimas, mas também da procura da sua alma perdida.